# دیبرک گیمز
دیبرک گیمز (انگلیسی: Daybreak Game) شرکت بازی ویدئویی آمریکایی است، که در سال ۱۹۹۷ تأسیس شد.